# Stratiopontotes mediterranea
Stratiopontotes mediterranea är en kräftdjursart som beskrevs av Soyer 1970. Stratiopontotes mediterranea ingår i släktet Stratiopontotes och familjen Cerviniidae. Inga underarter finns listade i Catalogue of Life.